# Stephen Hillenburg
Stephen McDannell Hillenburg (født 21. august 1961, død 26. november 2018) var en amerikansk marinbiolog, animator og skaber af serien SvampeBob Firkant. Serien er den 5. længst-kørende amerikanske animerede serie nogensinde.
Hillenburg er født i Lawton (Oklahoma), og som barn blev han fascineret af havet og udviklede sideløbende en interesse for kunst. I 1989 blev han optaget på California Institute of the Arts for at blive animator. Nickelodeon tilbød ham arbejde på den animerede tv-serie Rocko's Modern Life som resultatet af det arbejde, han havde lavet som studerende.
I 1994 begyndte Hillenburg at skabe det koncept og de karakterer, som blev til den animerede tv-serie SvampeBob Firkant. Serien havde premiere i 1999 og har været sendt siden.
I 2017 blev Hillenburg diagnosticeret med sygdommen Amyotrofisk lateral sklerose (ALS), men udtalte at han ville fortsætte sit arbejde med tv-serien. Hillenburg døde den 26. november 2018 i en alder af 57 år pga. komplikationer.